# Маурер, Анатолий Фёдорович
Анатолий Фёдорович Маурер (22.04.1911 — 1992) — советский военный инженер, специалист в области техники для аварийно-спасательных работ на море, лауреат Сталинской премии (1952). Инженер-полковник.

## Биография. Научная деятельность
Родился 22.04.1911 в Херсоне.
После окончания вуза работал в Экспедиции подводных работ особого назначения (ЭПРОН), с 1938 г. в статусе военнослужащего. С 1945 года — в НИИ АСС ВМФ (40-й Государственный НИИ аварийно-спасательного дела, водолазных и глубоководных работ МО СССР).
В 1948 г. вместе с С. Е. Буленковым и А. И. Солдатенковым разработал для ВМФ аппарат ИСА-М-48 с хорошими техническими характеристиками, позволявший находиться под водой до 2 часов. В нём предусматривалась ручная подача кислорода в дыхательный мешок с помощью байпаса и автоматически с помощью модифицированного кислородного редуктора.
Входил в группу разработчиков глубоководных водолазных станций ГКС-3 и ГКС-ЗМ (гелио — кислородное снаряжение), предназначенных для спусков на глубины до 200 м, за которые в 1952 году была присуждена Сталинская премия. Конструктор наблюдательных и рабочих камер подводных аппаратов НК-300 и РК-680.
В 1971 году защитил кандидатскую диссертацию в форме научного доклада:
- Теоретические исследования процессов вентиляции в условиях повышенного давления : диссертация … кандидата технических наук в форме научного доклада : 05.00.00 / А. Ф. Маурер. — Ленинград, 1971. — 33 с. : ил.; 30 х 21 см.

Умер в 1992 году. Похоронен на Большеохтинском кладбище Санкт-Петербурга.

## Награды
Заслуженный изобретатель РСФСР (1965). Награждён орденами «Знак Почёта» (22.01.1944), Красной Звезды (21.08.1953), Отечественной войны II степени (06.04.1985), медалями «За боевые заслуги» (20.06.1949), «За оборону Ленинграда», «За победу над Германией в Великой Отечественной войне 1941—1945 гг.»